# Depot von Kirchmöser
Das Depot von Kirchmöser (auch Hortfund von Kirchmöser) ist ein Depotfund der frühbronzezeitlichen Aunjetitzer Kultur (2300–1550 v. Chr.) aus Kirchmöser, einem Ortsteil von Brandenburg an der Havel (Brandenburg). Das Depot befindet sich heute im Museum für Vor- und Frühgeschichte in Berlin.

## Fundgeschichte
Das Depot wurde vor 1928 auf dem Weinberg von Kirchmöser gefunden.

## Zusammensetzung
Das Depot besteht aus fünf Bronzegegenständen: zwei rundstabige Ösenhalsringe und drei rundstabige schwere ovale geschlossene Ringe. Letztere weisen auf den Schauseiten sieben bzw. acht feine Querstriche auf.